# 横浜市立浦島丘中学校
横浜市立浦島丘中学校（よこはましりつ うらしまおかちゅうがっこう）は、神奈川県横浜市神奈川区白幡東町にある公立の中学校。

## 沿革
- 1947年5月5日 - 横浜市立浦島小学校の敷地内に開校。
- 1949年4月15日 - 横浜市立西大口中学校が分離。
- 1952年3月28日 - 現在地に移転。

## 通学区域
浦島丘中学校の通学区域には以下の区域が指定されている。
- 浦島小学校通学区域
- 神奈川小学校通学区域
- 子安小学校通学区域の一部
  - 入江一丁目1番から28番まで[2]
  - 恵比須町
  - 子安台一丁目
  - 子安通1丁目104番地から終りまで、2丁目、3丁目
  - 新子安一丁目
  - 宝町
  - 守屋町2丁目から4丁目まで

## アクセス
- 京浜急行電鉄子安駅下車、徒歩10分
- 横浜市営バス59系統「浦島丘」バス停下車、徒歩2分
- 横浜市営バス7・29系統「浦島丘中学校下」バス停下車、徒歩5分

## 周辺
- 横浜地方法務局神奈川出張所